# Tarquinia (film)
Pour les articles homonymes, voir Tarquinia (homonymie).
Pour plus de détails, voir Fiche technique et Distribution.
Tarquinia est un court métrage documentaire italien réalisé par Carlo Ludovico Bragaglia, sorti en 1932. 

## Liminaire
Le court-métrage Tarquinia fait partie d'une série de dix-sept films documentaires produits par Cines entre 1932 et 1933.

## Synopsis
Le documentaire montre la campagne de Tarquinia, la ville la plus méridionale de l'ancien royaume étrusque où se situe une nécropole aux tombes creusées dans le tuf, décorées de peintures et où furent découvertes nombre d’œuvres d'art. La caméra s'attarde sur les différentes scènes et les frises. Puis les tours médiévales de la ville et ses églises de la Renaissance sont filmées. Le film se termine par des vues de l'activité agricole de la région et sa ruralité.

## Fiche technique
- Titre : Tarquinia
- Réalisation : Carlo Ludovico Bragaglia
- Producteur : Emilio Cecchi
- Société de production : Cines
- Pays de production :  Royaume d'Italie
- Format : Noir et blanc ; Sonore
- Genre : Documentaire
- Durée : 9 minutes
- Année de sortie : 1932